# Joško Kovačić
Joško Kovačić (1955. – 2019.), hrvatski zavičajni povjesničar. Stekao je veliki ugled dugogodišnjim istraživanjem hvarske povijesti i kulture. Uvrštava ga se u trojac velikih znanstvenika iz grada Hvara s Grgom Novakom, Nikom Dubokovićem.

## Povijest
Rodio se je 1955. godine. Doktorirao je na Filozofskom fakultetu u Zadru disertacijiom Razvoj grada i luke Hvara kao vojnog i pomorskog središta(2010., kod mentora Stanislava Piplovića, Poslijediplomski studij Povijest hrvatskog pomorstva, obradivši osobito u radu kasnoantičke i srednjovjekovne gradske zidine, Kaštil-Forticu iz 14. st., utvrde iz 19. st., obale, pristane i škvere iz 14. st., ključne objekte poput Arsenala i Fontika, pitanje javnoga zdravstva, s ubožnicama i bolnicama, te crkve i ine sakralne sadržaje u svezi s tom temom. Govorio je, čitao i pisao nekoliko jezika, među njima latinski. Znao se služiti starinski šćavetom kojim obiluju hvarska vrela. Poznat u zajednici davatelja krvi. Radio je u Državnom arhivu u Splitu od 2003. godine. Istražio je desetke metara arhiva na Hvaru, u Splitu, Zadru, Beču. Znanstveni interes bile su mu teme iz povijesti, kulture, crkvene povijesti. Umro je prije odlaska u mirovinu. Radio je kao viši arhivist i voditelj Odjela sabirnog arhivskog centra u Hvaru.
Znanstveni časopisi u kojima je objavio članke su: Građa i prilozi za povijest Dalmacije, Prilozi povijesti umjetnosti u Dalmaciji, Mogućnosti, Služba Božja, Croatica Christiana periodica, Prilozi povijesti otoka Hvara, Kulturna baština, Periodični izvještaj Centra za zaštitu kulturne baštine otoka Hvara , Čakavska rič, Glasnik Društva bibliotekara Split, zatim zbornici radova Hvarsko kazalište, Kaštelanski zbornik.
Napisao je knjige Franjevački samostan i crkva u Hvaru  (prevedena na tal., eng., slo., nje.), Iz hvarske kulturne baštine : o 300. obljetnici prijenosa slike Gospe Karmelske na sadašnji oltar u Katedrali : 1686-1986 , Župa Grablje na Hvaru, Župa Supetar na Braču. Preveo je djelove više knjiga i dr.